# حسن أباد (خبريز)
حسن أباد (بالفارسية: حسن‌آباد) هي قرية تقع في إيران في قسم خبریز الريفي. يقدر عدد سكانها بـ 452 نسمة .